# Список українських футбольних трансферів (літо 2017)
Українські трансфери у літнє трансферне вікно 2017 року. До списку додані усі футболісти, які прийшли, або покинули український клуб, в тому числі на правах оренди.
Оскільки за регламентом гравці без клубу можуть долучатися до клубів у будь-який час, у тому числі і між трансферними вікнами, в список потрапили лише ті вільні агенти, які підписали контракт із клубом під час літнього трансферного вікна, яке завершилось 1 вересня 2017 року.

## Прем'єр-ліга

### «Верес»
| № | Поз. | Нац.    | Гравець                                       |
| - | ---- | ------- | --------------------------------------------- |
|   | ВР   | Україна | Олександр Бандура ( «Сталь»)                  |
|   | ВР   | Україна | Дмитро Фастов ( «Інгулець»)                   |
|   | ЗХ   | Україна | Сергій Сімінін ( «Олександрія»)               |
|   | ЗХ   | Україна | Володимир Адамюк ( «Дніпро»)                  |
|   | ЗХ   | Україна | Микола Іщенко ( «Сталь»)                      |
|   | ЗХ   | Україна | Володимир Домніцак ( «Будівельник» (Запитів)) |
|   | ЗХ   | Україна | Ігор Ченакал ( «Львів»)                       |
|   | ЗХ   | Україна | Василь Кобін ( «Шахтар»)                      |
|   | ПЗ   | Україна | Роман Карасюк ( «Сталь»)                      |
|   | ПЗ   | Україна | Геннадій Пасіч ( «Нафтовик-Укрнафта»)         |
|   | ПЗ   | Україна | Євгеній Пасіч ( «Нафтовик-Укрнафта»)          |
|   | ПЗ   | Україна | Сергій Гринь (оренда, «Шахтар»)               |
|   | ПЗ   | Україна | Валерій Федорчук ( «Динамо»)                  |
|   | ПЗ   | Іспанія | Едгар Капаррос (вільний агент)                |
|   | НП   | Україна | Михайло Сергійчук ( «Олімпік» (Донецьк))      |

| № | Поз. | Нац.    | Гравець                                       |
| - | ---- | ------- | --------------------------------------------- |
|   | ВР   | Україна | Олександр Бандура ( «Сталь»)                  |
|   | ВР   | Україна | Дмитро Фастов ( «Інгулець»)                   |
|   | ЗХ   | Україна | Сергій Сімінін ( «Олександрія»)               |
|   | ЗХ   | Україна | Володимир Адамюк ( «Дніпро»)                  |
|   | ЗХ   | Україна | Микола Іщенко ( «Сталь»)                      |
|   | ЗХ   | Україна | Володимир Домніцак ( «Будівельник» (Запитів)) |
|   | ЗХ   | Україна | Ігор Ченакал ( «Львів»)                       |
|   | ЗХ   | Україна | Василь Кобін ( «Шахтар»)                      |
|   | ПЗ   | Україна | Роман Карасюк ( «Сталь»)                      |
|   | ПЗ   | Україна | Геннадій Пасіч ( «Нафтовик-Укрнафта»)         |
|   | ПЗ   | Україна | Євгеній Пасіч ( «Нафтовик-Укрнафта»)          |
|   | ПЗ   | Україна | Сергій Гринь (оренда, «Шахтар»)               |
|   | ПЗ   | Україна | Валерій Федорчук ( «Динамо»)                  |
|   | ПЗ   | Іспанія | Едгар Капаррос (вільний агент)                |
|   | НП   | Україна | Михайло Сергійчук ( «Олімпік» (Донецьк))      |

| № | Поз. | Нац.    | Гравець                                          |
| - | ---- | ------- | ------------------------------------------------ |
|   | ВР   | Україна | Роман Чопко ( «Тернопіль»)                       |
|   | ВР   | Україна | Олександр Ільющенков ( «Рух»)                    |
|   | ЗХ   | Україна | Сергій Петько (повернення оренди, «Чорноморець») |
|   | ЗХ   | Україна | В'ячеслав Лухтанов ( «Олімпік» (Донецьк))        |
|   | ЗХ   | Україна | Василь Білий ( «Рух»)                            |
|   | ЗХ   | Україна | Ярема Каваців (вільний агент)                    |
|   | ЗХ   | Україна | Олексій Зозуля ( «Колос» (Ковалівка))            |
|   | ПЗ   | Україна | Сергій Герасимець ( «Миколаїв»)                  |
|   | ПЗ   | Україна | Борис Орловський                                 |
|   | ПЗ   | Україна | Валерій Лебедь ( «Суми»)                         |
|   | ПЗ   | Гана    | Барнор Брайт ( «Миколаїв»)                       |
|   | ПЗ   | Україна | Володимир Дмитренко ( «Арсенал-Київ»)            |
|   | ПЗ   | Україна | Вадим Страшкевич ( «Полтава»)                    |
|   | ПЗ   | Україна | Тарас Коблюк ( «Львів»)                          |
|   | НП   | Україна | Ігор Сікорський ( «Миколаїв»)                    |
|   | НП   | Україна | Дмитро Козьбан ( «Мотор» (Люблін))               |

| № | Поз. | Нац.    | Гравець                                          |
| - | ---- | ------- | ------------------------------------------------ |
|   | ВР   | Україна | Роман Чопко ( «Тернопіль»)                       |
|   | ВР   | Україна | Олександр Ільющенков ( «Рух»)                    |
|   | ЗХ   | Україна | Сергій Петько (повернення оренди, «Чорноморець») |
|   | ЗХ   | Україна | В'ячеслав Лухтанов ( «Олімпік» (Донецьк))        |
|   | ЗХ   | Україна | Василь Білий ( «Рух»)                            |
|   | ЗХ   | Україна | Ярема Каваців (вільний агент)                    |
|   | ЗХ   | Україна | Олексій Зозуля ( «Колос» (Ковалівка))            |
|   | ПЗ   | Україна | Сергій Герасимець ( «Миколаїв»)                  |
|   | ПЗ   | Україна | Борис Орловський                                 |
|   | ПЗ   | Україна | Валерій Лебедь ( «Суми»)                         |
|   | ПЗ   | Гана    | Барнор Брайт ( «Миколаїв»)                       |
|   | ПЗ   | Україна | Володимир Дмитренко ( «Арсенал-Київ»)            |
|   | ПЗ   | Україна | Вадим Страшкевич ( «Полтава»)                    |
|   | ПЗ   | Україна | Тарас Коблюк ( «Львів»)                          |
|   | НП   | Україна | Ігор Сікорський ( «Миколаїв»)                    |
|   | НП   | Україна | Дмитро Козьбан ( «Мотор» (Люблін))               |

### «Ворскла»
| № | Поз. | Нац.     | Гравець                                                |
| - | ---- | -------- | ------------------------------------------------------ |
|   | ВР   | Україна  | Олександр Ткаченко (повернення оренди, «Гірник-спорт») |
|   | ЗХ   | Україна  | Микола Матвієнко (оренда, «Шахтар»)                    |
|   | ЗХ   | Грузія   | Андро Гіоргадзе ( «Мерані»)                            |
|   | ПЗ   | Грузія   | Олександр Кобахідзе ( «Гезтепе»)                       |
|   | НП   | Україна  | Юрій Коломоєць ( МТК)                                  |
|   | НП   | Україна  | Владислав Кулач (оренда, «Шахтар»)                     |
|   | НП   | Вірменія | Гегам Кадимян ( «Зоря»)                                |

| № | Поз. | Нац.     | Гравець                                                |
| - | ---- | -------- | ------------------------------------------------------ |
|   | ВР   | Україна  | Олександр Ткаченко (повернення оренди, «Гірник-спорт») |
|   | ЗХ   | Україна  | Микола Матвієнко (оренда, «Шахтар»)                    |
|   | ЗХ   | Грузія   | Андро Гіоргадзе ( «Мерані»)                            |
|   | ПЗ   | Грузія   | Олександр Кобахідзе ( «Гезтепе»)                       |
|   | НП   | Україна  | Юрій Коломоєць ( МТК)                                  |
|   | НП   | Україна  | Владислав Кулач (оренда, «Шахтар»)                     |
|   | НП   | Вірменія | Гегам Кадимян ( «Зоря»)                                |

| № | Поз. | Нац.    | Гравець                                      |
| - | ---- | ------- | -------------------------------------------- |
|   | ЗХ   | Україна | Микола Квасний ( «Суми»)                     |
|   | ПЗ   | Україна | Богдан Мельник ( «Кішварда»)                 |
|   | ПЗ   | Україна | Сергій Мякушко (повернення оренди, «Динамо») |
|   | ПЗ   | Україна | Сергій Ічанський ( «Черкаський Дніпро»)      |
|   | НП   | Україна | Дмитро Хльобас (повернення оренди, «Динамо») |
|   | НП   | Україна | Олег Бараннік ( «Полтава»)                   |

| № | Поз. | Нац.    | Гравець                                      |
| - | ---- | ------- | -------------------------------------------- |
|   | ЗХ   | Україна | Микола Квасний ( «Суми»)                     |
|   | ПЗ   | Україна | Богдан Мельник ( «Кішварда»)                 |
|   | ПЗ   | Україна | Сергій Мякушко (повернення оренди, «Динамо») |
|   | ПЗ   | Україна | Сергій Ічанський ( «Черкаський Дніпро»)      |
|   | НП   | Україна | Дмитро Хльобас (повернення оренди, «Динамо») |
|   | НП   | Україна | Олег Бараннік ( «Полтава»)                   |

### «Динамо»
| № | Поз. | Нац.     | Гравець                                                   |
| - | ---- | -------- | --------------------------------------------------------- |
|   | ЗХ   | Україна  | Андрій Цуріков (повернення оренди, «Олександрія»)         |
|   | ЗХ   | Польща   | Томаш Кендзьора ( «Лех»)                                  |
|   | ЗХ   | Хорватія | Йосип Пиварич ( «Динамо» (Загреб))                        |
|   | ЗХ   | Грузія   | Лука Лочошвілі ( «Динамо» (Тбілісі))                      |
|   | ПЗ   | Україна  | Олег Гусєв (вільний агент)                                |
|   | ПЗ   | Україна  | Сергій Мякушко (повернення оренди, «Ворскла»)             |
|   | ПЗ   | Марокко  | Юнес Беланда (повернення оренди, «Ніцца»)                 |
|   | НП   | Україна  | Олександр Гладкий (повернення оренди, «Карпати»)          |
|   | НП   | ДР Конго | Дьємерсі Мбокані (повернення оренди, «Галл Сіті»)         |
|   | НП   | Бразилія | Жуніор Мораес (повернення оренди, «Тяньцзінь Цюаньцзянь») |
|   | НП   | Україна  | Артем Кравець (повернення оренди, «Гранада»)              |
|   | НП   | Україна  | Дмитро Хльобас (повернення оренди, «Ворскла»)             |
|   | НП   | Україна  | Михайло Плохотнюк (оренда, «Чорноморець»)                 |

| № | Поз. | Нац.     | Гравець                                                   |
| - | ---- | -------- | --------------------------------------------------------- |
|   | ЗХ   | Україна  | Андрій Цуріков (повернення оренди, «Олександрія»)         |
|   | ЗХ   | Польща   | Томаш Кендзьора ( «Лех»)                                  |
|   | ЗХ   | Хорватія | Йосип Пиварич ( «Динамо» (Загреб))                        |
|   | ЗХ   | Грузія   | Лука Лочошвілі ( «Динамо» (Тбілісі))                      |
|   | ПЗ   | Україна  | Олег Гусєв (вільний агент)                                |
|   | ПЗ   | Україна  | Сергій Мякушко (повернення оренди, «Ворскла»)             |
|   | ПЗ   | Марокко  | Юнес Беланда (повернення оренди, «Ніцца»)                 |
|   | НП   | Україна  | Олександр Гладкий (повернення оренди, «Карпати»)          |
|   | НП   | ДР Конго | Дьємерсі Мбокані (повернення оренди, «Галл Сіті»)         |
|   | НП   | Бразилія | Жуніор Мораес (повернення оренди, «Тяньцзінь Цюаньцзянь») |
|   | НП   | Україна  | Артем Кравець (повернення оренди, «Гранада»)              |
|   | НП   | Україна  | Дмитро Хльобас (повернення оренди, «Ворскла»)             |
|   | НП   | Україна  | Михайло Плохотнюк (оренда, «Чорноморець»)                 |

| № | Поз. | Нац.       | Гравець                                        |
| - | ---- | ---------- | ---------------------------------------------- |
|   | ВР   | Україна    | Вадим Солдатенко (оренда, «Нафтовик-Укрнафта») |
|   | ЗХ   | Україна    | Андрій Цуріков ( «Олександрія»)                |
|   | ЗХ   | Україна    | Олександр Осман (оренда, «Карпати»)            |
|   | ЗХ   | Україна    | Павло Лук'янчук (оренда, «Олімпік» (Донецьк))  |
|   | ЗХ   | Україна    | Олександр Тимчик (оренда, «Сталь»)             |
|   | ЗХ   | Португалія | Віторіну Антунеш (оренда, «Хетафе»)            |
|   | ЗХ   | Україна    | Сергій Чоботенко ( «Шахтар»)                   |
|   | ЗХ   | Україна    | Зураб Очігава (оренда, «Олімпік» (Донецьк))    |
|   | ПЗ   | Україна    | Валерій Федорчук ( «Верес»)                    |
|   | ПЗ   | Марокко    | Юнес Беланда ( «Галатасарай»)                  |
|   | ПЗ   | Україна    | Сергій Мякушко ( «Карпати»)                    |
|   | ПЗ   | Україна    | Богдан Михайліченко (оренда, «Сталь»)          |
|   | ПЗ   | Україна    | Олександр Андрієвський (оренда, «Зоря»)        |
|   | ПЗ   | Україна    | Сергій Рибалка (оренда, «Сівасспор»)           |
|   | НП   | Україна    | Олексій Щебетун (оренда, «Сталь»)              |
|   | НП   | Україна    | Олександр Гладкий                              |
|   | НП   | Україна    | Дмитро Хльобас (оренда, «Динамо» (Мінськ))     |
|   | НП   | Україна    | Роман Яремчук ( «Гент»)                        |
|   | НП   | Україна    | Андрій Ярмоленко ( «Боруссія» (Дортмунд))      |

| № | Поз. | Нац.       | Гравець                                        |
| - | ---- | ---------- | ---------------------------------------------- |
|   | ВР   | Україна    | Вадим Солдатенко (оренда, «Нафтовик-Укрнафта») |
|   | ЗХ   | Україна    | Андрій Цуріков ( «Олександрія»)                |
|   | ЗХ   | Україна    | Олександр Осман (оренда, «Карпати»)            |
|   | ЗХ   | Україна    | Павло Лук'янчук (оренда, «Олімпік» (Донецьк))  |
|   | ЗХ   | Україна    | Олександр Тимчик (оренда, «Сталь»)             |
|   | ЗХ   | Португалія | Віторіну Антунеш (оренда, «Хетафе»)            |
|   | ЗХ   | Україна    | Сергій Чоботенко ( «Шахтар»)                   |
|   | ЗХ   | Україна    | Зураб Очігава (оренда, «Олімпік» (Донецьк))    |
|   | ПЗ   | Україна    | Валерій Федорчук ( «Верес»)                    |
|   | ПЗ   | Марокко    | Юнес Беланда ( «Галатасарай»)                  |
|   | ПЗ   | Україна    | Сергій Мякушко ( «Карпати»)                    |
|   | ПЗ   | Україна    | Богдан Михайліченко (оренда, «Сталь»)          |
|   | ПЗ   | Україна    | Олександр Андрієвський (оренда, «Зоря»)        |
|   | ПЗ   | Україна    | Сергій Рибалка (оренда, «Сівасспор»)           |
|   | НП   | Україна    | Олексій Щебетун (оренда, «Сталь»)              |
|   | НП   | Україна    | Олександр Гладкий                              |
|   | НП   | Україна    | Дмитро Хльобас (оренда, «Динамо» (Мінськ))     |
|   | НП   | Україна    | Роман Яремчук ( «Гент»)                        |
|   | НП   | Україна    | Андрій Ярмоленко ( «Боруссія» (Дортмунд))      |

### «Зірка»
| № | Поз. | Нац.     | Гравець                                    |
| - | ---- | -------- | ------------------------------------------ |
|   | ЗХ   | Вірменія | Арман Оганесян ( «Ширак»)                  |
|   | ЗХ   | Україна  | Тарас Качараба (оренда, «Шахтар»)          |
|   | ЗХ   | Франція  | Сесе-Франк Пепе ( «Марсель Б»)             |
|   | ЗХ   | Україна  | Іван Цюпа ( «Маріуполь»)                   |
|   | ЗХ   | Україна  | Назар Маліновський ( «Металіст 1925»)      |
|   | ПЗ   | Іспанія  | Марк Кастельс ( «Оспіталет»)               |
|   | ПЗ   | Франція  | Арно Гедж ( Ніцца Б»)                      |
|   | ПЗ   | Україна  | Артем Фаворов (повернення оренди, «Вайле») |
|   | НП   | Франція  | Ішем Ель-Амдауї ( «Тертр-Отраж»)           |
|   | НП   | Україна  | Данило Кондраков (from «Скала»)            |
|   | НП   | Україна  | В'ячеслав Панфілов (вільний агент)         |
|   | НП   | Білорусь | Гліб Рассадкін ( «Динамо» (Мінськ))        |

| № | Поз. | Нац.     | Гравець                                    |
| - | ---- | -------- | ------------------------------------------ |
|   | ЗХ   | Вірменія | Арман Оганесян ( «Ширак»)                  |
|   | ЗХ   | Україна  | Тарас Качараба (оренда, «Шахтар»)          |
|   | ЗХ   | Франція  | Сесе-Франк Пепе ( «Марсель Б»)             |
|   | ЗХ   | Україна  | Іван Цюпа ( «Маріуполь»)                   |
|   | ЗХ   | Україна  | Назар Маліновський ( «Металіст 1925»)      |
|   | ПЗ   | Іспанія  | Марк Кастельс ( «Оспіталет»)               |
|   | ПЗ   | Франція  | Арно Гедж ( Ніцца Б»)                      |
|   | ПЗ   | Україна  | Артем Фаворов (повернення оренди, «Вайле») |
|   | НП   | Франція  | Ішем Ель-Амдауї ( «Тертр-Отраж»)           |
|   | НП   | Україна  | Данило Кондраков (from «Скала»)            |
|   | НП   | Україна  | В'ячеслав Панфілов (вільний агент)         |
|   | НП   | Білорусь | Гліб Рассадкін ( «Динамо» (Мінськ))        |

| № | Поз. | Нац.      | Гравець                                      |
| - | ---- | --------- | -------------------------------------------- |
|   | ВР   | Україна   | Максим Сідельник                             |
|   | ЗХ   | Іспанія   | Борха Екіса ( «Омонія»)                      |
|   | ЗХ   | Бразилія  | Наїлсон (повернення оренди, «Уніау Лейрія»)  |
|   | ЗХ   | Україна   | Андрій Бацула ( «Олександрія»)               |
|   | ЗХ   | Аргентина | Федеріко Перейра ( «Карпати»)                |
|   | ЗХ   | Молдова   | Олександр Кучеренко ( «Інгулець»)            |
|   | ЗХ   | Україна   | Ігор Ченакал ( «Львів»)                      |
|   | ПЗ   | Україна   | Денис Сідельник                              |
|   | ПЗ   | Україна   | Владислав Лупашко ( «Інгулець»)              |
|   | ПЗ   | Україна   | Роман Попов ( «Миколаїв»)                    |
|   | ПЗ   | Україна   | Артем Щедрий ( «Олександрія»)                |
|   | ПЗ   | Україна   | Дмитро Білоног (повернення оренди, «Урал»)   |
|   | ПЗ   | Україна   | Микита Жуков (повернення оренди, «Інгулець») |
|   | НП   | Україна   | Олександр Акименко ( «Інгулець»)             |
|   | НП   | Україна   | Адерінсола Есеола (оренда, «Арсенал-Київ»)   |
|   | НП   | Україна   | Артем Сітало ( «Олександрія»)                |

| № | Поз. | Нац.      | Гравець                                      |
| - | ---- | --------- | -------------------------------------------- |
|   | ВР   | Україна   | Максим Сідельник                             |
|   | ЗХ   | Іспанія   | Борха Екіса ( «Омонія»)                      |
|   | ЗХ   | Бразилія  | Наїлсон (повернення оренди, «Уніау Лейрія»)  |
|   | ЗХ   | Україна   | Андрій Бацула ( «Олександрія»)               |
|   | ЗХ   | Аргентина | Федеріко Перейра ( «Карпати»)                |
|   | ЗХ   | Молдова   | Олександр Кучеренко ( «Інгулець»)            |
|   | ЗХ   | Україна   | Ігор Ченакал ( «Львів»)                      |
|   | ПЗ   | Україна   | Денис Сідельник                              |
|   | ПЗ   | Україна   | Владислав Лупашко ( «Інгулець»)              |
|   | ПЗ   | Україна   | Роман Попов ( «Миколаїв»)                    |
|   | ПЗ   | Україна   | Артем Щедрий ( «Олександрія»)                |
|   | ПЗ   | Україна   | Дмитро Білоног (повернення оренди, «Урал»)   |
|   | ПЗ   | Україна   | Микита Жуков (повернення оренди, «Інгулець») |
|   | НП   | Україна   | Олександр Акименко ( «Інгулець»)             |
|   | НП   | Україна   | Адерінсола Есеола (оренда, «Арсенал-Київ»)   |
|   | НП   | Україна   | Артем Сітало ( «Олександрія»)                |

### «Зоря»
| № | Поз. | Нац.     | Гравець                                   |
| - | ---- | -------- | ----------------------------------------- |
|   | ВР   | Україна  | Андрій Лунін ( «Дніпро»)                  |
|   | ЗХ   | Україна  | Олександр Сваток ( «Дніпро»)              |
|   | ЗХ   | Україна  | Василь Прийма ( «Фрозіноне»)              |
|   | ПЗ   | Україна  | Владислав Кабаєв ( «Чорноморець»)         |
|   | ПЗ   | Україна  | Максим Луньов ( «Дніпро»)                 |
|   | ПЗ   | Бразилія | Леонідас ( «Віла-Нова»)                   |
|   | ПЗ   | Бразилія | Сілас ( «Інтернасьйонал»)                 |
|   | ПЗ   | Україна  | Євген Чеберко ( «Дніпро»)                 |
|   | ПЗ   | Україна  | Владислав Кочергін ( «Дніпро»)            |
|   | ПЗ   | Україна  | Артем Громов ( «Крила Рад»)               |
|   | ПЗ   | Україна  | Олександр Андрієвський (оренда, «Динамо») |
|   | ПЗ   | Україна  | Олександр Караваєв ( «Шахтар»)            |
|   | НП   | Бразилія | Юрі ( «Аваї»)                             |

| № | Поз. | Нац.     | Гравець                                   |
| - | ---- | -------- | ----------------------------------------- |
|   | ВР   | Україна  | Андрій Лунін ( «Дніпро»)                  |
|   | ЗХ   | Україна  | Олександр Сваток ( «Дніпро»)              |
|   | ЗХ   | Україна  | Василь Прийма ( «Фрозіноне»)              |
|   | ПЗ   | Україна  | Владислав Кабаєв ( «Чорноморець»)         |
|   | ПЗ   | Україна  | Максим Луньов ( «Дніпро»)                 |
|   | ПЗ   | Бразилія | Леонідас ( «Віла-Нова»)                   |
|   | ПЗ   | Бразилія | Сілас ( «Інтернасьйонал»)                 |
|   | ПЗ   | Україна  | Євген Чеберко ( «Дніпро»)                 |
|   | ПЗ   | Україна  | Владислав Кочергін ( «Дніпро»)            |
|   | ПЗ   | Україна  | Артем Громов ( «Крила Рад»)               |
|   | ПЗ   | Україна  | Олександр Андрієвський (оренда, «Динамо») |
|   | ПЗ   | Україна  | Олександр Караваєв ( «Шахтар»)            |
|   | НП   | Бразилія | Юрі ( «Аваї»)                             |

| № | Поз. | Нац.     | Гравець                                            |
| - | ---- | -------- | -------------------------------------------------- |
|   | ВР   | Україна  | Ігор Левченко ( «Маріуполь»)                       |
|   | ЗХ   | Україна  | Едуард Соболь (повернення оренди, «Шахтар»)        |
|   | ЗХ   | Україна  | Григорій Ярмаш (retired)                           |
|   | ЗХ   | Україна  | Михайло Шершень (оренда, «Авангард» (Краматорськ)) |
|   | ЗХ   | Бразилія | Рафаел Форстер ( «Лудогорець»)                     |
|   | ПЗ   | Україна  | Іван Петряк (повернення оренди, «Шахтар»)          |
|   | ПЗ   | Україна  | Ігор Чайковський ( «Анжі»)                         |
|   | ПЗ   | Грузія   | Джаба Ліпартія ( «Анжі»)                           |
|   | НП   | Україна  | Владислав Кулач (повернення оренди, «Шахтар»)      |
|   | НП   | Нігерія  | Денніс Еммануель Бонавентуре ( «Брюгге»)           |
|   | НП   | Вірменія | Гегам Кадимян ( «Ворскла»)                         |
|   | НП   | Україна  | Денис Бєлоусов ( «Авангард» (Краматорськ))         |
|   | НП   | Україна  | Денис Безбородько (повернення оренди, «Шахтар»)    |

| № | Поз. | Нац.     | Гравець                                            |
| - | ---- | -------- | -------------------------------------------------- |
|   | ВР   | Україна  | Ігор Левченко ( «Маріуполь»)                       |
|   | ЗХ   | Україна  | Едуард Соболь (повернення оренди, «Шахтар»)        |
|   | ЗХ   | Україна  | Григорій Ярмаш (retired)                           |
|   | ЗХ   | Україна  | Михайло Шершень (оренда, «Авангард» (Краматорськ)) |
|   | ЗХ   | Бразилія | Рафаел Форстер ( «Лудогорець»)                     |
|   | ПЗ   | Україна  | Іван Петряк (повернення оренди, «Шахтар»)          |
|   | ПЗ   | Україна  | Ігор Чайковський ( «Анжі»)                         |
|   | ПЗ   | Грузія   | Джаба Ліпартія ( «Анжі»)                           |
|   | НП   | Україна  | Владислав Кулач (повернення оренди, «Шахтар»)      |
|   | НП   | Нігерія  | Денніс Еммануель Бонавентуре ( «Брюгге»)           |
|   | НП   | Вірменія | Гегам Кадимян ( «Ворскла»)                         |
|   | НП   | Україна  | Денис Бєлоусов ( «Авангард» (Краматорськ))         |
|   | НП   | Україна  | Денис Безбородько (повернення оренди, «Шахтар»)    |

### «Карпати»
| № | Поз. | Нац.      | Гравець                                            |
| - | ---- | --------- | -------------------------------------------------- |
|   | ВР   | Україна   | Олег Мозіль (повернення оренди, «Буковина»)        |
|   | ЗХ   | Україна   | Андрій Маркович (повернення оренди, from «Нафтан») |
|   | ЗХ   | Аргентина | Федеріко Перейра ( «Зірка»)                        |
|   | ЗХ   | Україна   | Олександр Осман (оренда, «Динамо»)                 |
|   | ЗХ   | Аргентина | Гвідо Кортеджано ( «Трієстіна»)                    |
|   | ЗХ   | Україна   | Артем Федецький ( «Дармштадт 98»)                  |
|   | ПЗ   | Україна   | Юрій Ткачук ( «Атлетіко Мадрид Б»)                 |
|   | ПЗ   | Іспанія   | Маріо Аркес ( «Алькояно»)                          |
|   | ПЗ   | Колумбія  | Хорхе Карраскаль (оренда, «Севілья Атлетіко»)      |
|   | ПЗ   | Аргентина | Фернандо Тіссоне (вільний агент)                   |
|   | ПЗ   | Україна   | Сергій Мякушко ( «Динамо»)                         |
|   | НП   | Україна   | Леонід Акулінін ( «Судува»)                        |
|   | НП   | Україна   | Роман Дебелко ( «Сталь»)                           |
|   | НП   | Уругвай   | Себастьян Рібас ( «Венадос»)                       |
|   | НП   | Аргентина | Франсіско Ді Франко (оренда, «Аполлон»)            |
|   | НП   | Україна   | Редван Мемешев ( «Волинь»)                         |
|   | НП   | Україна   | Мар'ян Швед ( «Севілья Атлетіко»)                  |

| № | Поз. | Нац.      | Гравець                                            |
| - | ---- | --------- | -------------------------------------------------- |
|   | ВР   | Україна   | Олег Мозіль (повернення оренди, «Буковина»)        |
|   | ЗХ   | Україна   | Андрій Маркович (повернення оренди, from «Нафтан») |
|   | ЗХ   | Аргентина | Федеріко Перейра ( «Зірка»)                        |
|   | ЗХ   | Україна   | Олександр Осман (оренда, «Динамо»)                 |
|   | ЗХ   | Аргентина | Гвідо Кортеджано ( «Трієстіна»)                    |
|   | ЗХ   | Україна   | Артем Федецький ( «Дармштадт 98»)                  |
|   | ПЗ   | Україна   | Юрій Ткачук ( «Атлетіко Мадрид Б»)                 |
|   | ПЗ   | Іспанія   | Маріо Аркес ( «Алькояно»)                          |
|   | ПЗ   | Колумбія  | Хорхе Карраскаль (оренда, «Севілья Атлетіко»)      |
|   | ПЗ   | Аргентина | Фернандо Тіссоне (вільний агент)                   |
|   | ПЗ   | Україна   | Сергій Мякушко ( «Динамо»)                         |
|   | НП   | Україна   | Леонід Акулінін ( «Судува»)                        |
|   | НП   | Україна   | Роман Дебелко ( «Сталь»)                           |
|   | НП   | Уругвай   | Себастьян Рібас ( «Венадос»)                       |
|   | НП   | Аргентина | Франсіско Ді Франко (оренда, «Аполлон»)            |
|   | НП   | Україна   | Редван Мемешев ( «Волинь»)                         |
|   | НП   | Україна   | Мар'ян Швед ( «Севілья Атлетіко»)                  |

| № | Поз. | Нац.      | Гравець                                         |
| - | ---- | --------- | ----------------------------------------------- |
|   | ВР   | Україна   | Євген Боровик ( «Черно море»)                   |
|   | ЗХ   | Аргентина | Крістіан Пас (повернення оренди, «Темперлей»)   |
|   | ЗХ   | Україна   | Андрій Маркович (оренда, «Рух»)                 |
|   | ЗХ   | Україна   | Микола Матвієнко (повернення оренди, «Шахтар»)  |
|   | ЗХ   | Україна   | Василь Кравець ( «Луго»)                        |
|   | ЗХ   | Україна   | Євгеній Зубейко ( «Чорноморець»)                |
|   | ЗХ   | Україна   | Олексій Дитятьєв ( «Краковія»)                  |
|   | ПЗ   | Україна   | Артем Філімонов (оренда, «Пафос»)               |
|   | ПЗ   | Україна   | Максим Грисьо (оренда, «Рух»)                   |
|   | ПЗ   | Україна   | Юрій Ткачук (оренда, «Рух»)                     |
|   | ПЗ   | Україна   | Назар Вербний (оренда, «Рух»)                   |
|   | НП   | Україна   | Олександр Гладкий (повернення оренди, «Динамо») |
|   | НП   | Україна   | Віктор Хомченко (оренда, «Рух»)                 |
|   | НП   | Уругвай   | Себастьян Рібас (оренда, «Патронато»)           |

| № | Поз. | Нац.      | Гравець                                         |
| - | ---- | --------- | ----------------------------------------------- |
|   | ВР   | Україна   | Євген Боровик ( «Черно море»)                   |
|   | ЗХ   | Аргентина | Крістіан Пас (повернення оренди, «Темперлей»)   |
|   | ЗХ   | Україна   | Андрій Маркович (оренда, «Рух»)                 |
|   | ЗХ   | Україна   | Микола Матвієнко (повернення оренди, «Шахтар»)  |
|   | ЗХ   | Україна   | Василь Кравець ( «Луго»)                        |
|   | ЗХ   | Україна   | Євгеній Зубейко ( «Чорноморець»)                |
|   | ЗХ   | Україна   | Олексій Дитятьєв ( «Краковія»)                  |
|   | ПЗ   | Україна   | Артем Філімонов (оренда, «Пафос»)               |
|   | ПЗ   | Україна   | Максим Грисьо (оренда, «Рух»)                   |
|   | ПЗ   | Україна   | Юрій Ткачук (оренда, «Рух»)                     |
|   | ПЗ   | Україна   | Назар Вербний (оренда, «Рух»)                   |
|   | НП   | Україна   | Олександр Гладкий (повернення оренди, «Динамо») |
|   | НП   | Україна   | Віктор Хомченко (оренда, «Рух»)                 |
|   | НП   | Уругвай   | Себастьян Рібас (оренда, «Патронато»)           |

### «Маріуполь»
| № | Поз. | Нац.     | Гравець                                         |
| - | ---- | -------- | ----------------------------------------------- |
|   | ВР   | Україна  | Ігор Левченко ( «Зоря»)                         |
|   | ЗХ   | Україна  | Ігор Кирюханцев ( «Шахтар»)                     |
|   | ЗХ   | Україна  | Максим Білий ( «Анжі»)                          |
|   | ЗХ   | Бразилія | Ерікс Сантос ( «Інтернасьйонал»)                |
|   | ПЗ   | Україна  | Олександр Лучик (повернення оренди, «Полтава»)  |
|   | ПЗ   | Україна  | Сергій Приходько (повернення оренди, «Полтава») |
|   | ПЗ   | Україна  | Іван Янаков (повернення оренди, «Полтава»)      |
|   | ПЗ   | Україна  | В'ячеслав Чурко (оренда, «Шахтар»)              |
|   | ПЗ   | Україна  | Сергій Болбат (оренда, «Шахтар»)                |
|   | ПЗ   | Україна  | Віталій Кольцов ( «Шахтар»)                     |
|   | ПЗ   | Україна  | Андрій Коробенко (оренда, «Шахтар»)             |
|   | ПЗ   | Україна  | Валерій Гайван ((оренда,?) «Шахтар» U-19)       |
|   | ПЗ   | Україна  | Віталій Віценець (вільний агент)                |
|   | ПЗ   | Україна  | В'ячеслав Танковський (оренда, «Шахтар»)        |
|   | ПЗ   | Україна  | Андрій Тотовицький (оренда, «Шахтар»)           |
|   | НП   | Україна  | Владислав Бугай (оренда, «Шахтар»)              |
|   | НП   | Україна  | Томас Ніколас Середа (оренда, «Астерас»)        |
|   | НП   | Україна  | Андрій Борячук (оренда, «Шахтар»)               |

| № | Поз. | Нац.     | Гравець                                         |
| - | ---- | -------- | ----------------------------------------------- |
|   | ВР   | Україна  | Ігор Левченко ( «Зоря»)                         |
|   | ЗХ   | Україна  | Ігор Кирюханцев ( «Шахтар»)                     |
|   | ЗХ   | Україна  | Максим Білий ( «Анжі»)                          |
|   | ЗХ   | Бразилія | Ерікс Сантос ( «Інтернасьйонал»)                |
|   | ПЗ   | Україна  | Олександр Лучик (повернення оренди, «Полтава»)  |
|   | ПЗ   | Україна  | Сергій Приходько (повернення оренди, «Полтава») |
|   | ПЗ   | Україна  | Іван Янаков (повернення оренди, «Полтава»)      |
|   | ПЗ   | Україна  | В'ячеслав Чурко (оренда, «Шахтар»)              |
|   | ПЗ   | Україна  | Сергій Болбат (оренда, «Шахтар»)                |
|   | ПЗ   | Україна  | Віталій Кольцов ( «Шахтар»)                     |
|   | ПЗ   | Україна  | Андрій Коробенко (оренда, «Шахтар»)             |
|   | ПЗ   | Україна  | Валерій Гайван ((оренда,?) «Шахтар» U-19)       |
|   | ПЗ   | Україна  | Віталій Віценець (вільний агент)                |
|   | ПЗ   | Україна  | В'ячеслав Танковський (оренда, «Шахтар»)        |
|   | ПЗ   | Україна  | Андрій Тотовицький (оренда, «Шахтар»)           |
|   | НП   | Україна  | Владислав Бугай (оренда, «Шахтар»)              |
|   | НП   | Україна  | Томас Ніколас Середа (оренда, «Астерас»)        |
|   | НП   | Україна  | Андрій Борячук (оренда, «Шахтар»)               |

| № | Поз. | Нац.    | Гравець                                         |
| - | ---- | ------- | ----------------------------------------------- |
|   | ВР   | Україна | Ярослав Важинський ( «Миколаїв»)                |
|   | ЗХ   | Україна | Ігор Дуць (повернення оренди, «Шахтар»)         |
|   | ЗХ   | Україна | Іван Цюпа ( «Зірка»)                            |
|   | ЗХ   | Україна | Максим Жичиков (повернення оренди, «Шахтар»)    |
|   | ЗХ   | Україна | Артур Новотрясов ( «Чорноморець»)               |
|   | ПЗ   | Україна | Дмитро Іванісеня                                |
|   | ПЗ   | Україна | Олександр Козак (повернення оренди, «Сталь»)    |
|   | ПЗ   | Україна | Олександр Мігунов (повернення оренди, «Шахтар») |
|   | ПЗ   | Україна | Микола Буй ( «Рух»)                             |
|   | ПЗ   | Україна | Сергій Приходько                                |
|   | ПЗ   | Україна | Іван Янаков ( «Кремінь»)                        |
|   | ПЗ   | Україна | Костянтин Ярошенко ( КПВ)                       |
|   | ПЗ   | Україна | Олександр Лучик ( «Миколаїв»)                   |

| № | Поз. | Нац.    | Гравець                                         |
| - | ---- | ------- | ----------------------------------------------- |
|   | ВР   | Україна | Ярослав Важинський ( «Миколаїв»)                |
|   | ЗХ   | Україна | Ігор Дуць (повернення оренди, «Шахтар»)         |
|   | ЗХ   | Україна | Іван Цюпа ( «Зірка»)                            |
|   | ЗХ   | Україна | Максим Жичиков (повернення оренди, «Шахтар»)    |
|   | ЗХ   | Україна | Артур Новотрясов ( «Чорноморець»)               |
|   | ПЗ   | Україна | Дмитро Іванісеня                                |
|   | ПЗ   | Україна | Олександр Козак (повернення оренди, «Сталь»)    |
|   | ПЗ   | Україна | Олександр Мігунов (повернення оренди, «Шахтар») |
|   | ПЗ   | Україна | Микола Буй ( «Рух»)                             |
|   | ПЗ   | Україна | Сергій Приходько                                |
|   | ПЗ   | Україна | Іван Янаков ( «Кремінь»)                        |
|   | ПЗ   | Україна | Костянтин Ярошенко ( КПВ)                       |
|   | ПЗ   | Україна | Олександр Лучик ( «Миколаїв»)                   |

### «Олександрія»
| № | Поз. | Нац.        | Гравець                                           |
| - | ---- | ----------- | ------------------------------------------------- |
|   | ВР   | Україна     | Юрій Паньків ( «Сталь»)                           |
|   | ЗХ   | Україна     | Андрій Бацула ( «Зірка»)                          |
|   | ЗХ   | Азербайджан | Павло Пашаєв ( «Сталь»)                           |
|   | ЗХ   | Україна     | Андрій Цуріков ( «Динамо»)                        |
|   | ПЗ   | Україна     | Олексій Довгий ( «Сталь»)                         |
|   | ПЗ   | Україна     | Артем Щедрий ( «Зірка»)                           |
|   | ПЗ   | Україна     | Богдан Боровський (повернення оренди, «Інгулець») |
|   | ПЗ   | Україна     | Максим Каленчук ( «Сталь»)                        |
|   | НП   | Україна     | Артем Сітало ( «Зірка»)                           |

| № | Поз. | Нац.        | Гравець                                           |
| - | ---- | ----------- | ------------------------------------------------- |
|   | ВР   | Україна     | Юрій Паньків ( «Сталь»)                           |
|   | ЗХ   | Україна     | Андрій Бацула ( «Зірка»)                          |
|   | ЗХ   | Азербайджан | Павло Пашаєв ( «Сталь»)                           |
|   | ЗХ   | Україна     | Андрій Цуріков ( «Динамо»)                        |
|   | ПЗ   | Україна     | Олексій Довгий ( «Сталь»)                         |
|   | ПЗ   | Україна     | Артем Щедрий ( «Зірка»)                           |
|   | ПЗ   | Україна     | Богдан Боровський (повернення оренди, «Інгулець») |
|   | ПЗ   | Україна     | Максим Каленчук ( «Сталь»)                        |
|   | НП   | Україна     | Артем Сітало ( «Зірка»)                           |

| № | Поз. | Нац.    | Гравець                                      |
| - | ---- | ------- | -------------------------------------------- |
|   | ВР   | Україна | Андрій Новак ( «Ерміс»)                      |
|   | ЗХ   | Україна | Сергій Сімінін ( «Верес»)                    |
|   | ЗХ   | Україна | Андрій Цуріков (повернення оренди, «Динамо») |
|   | ЗХ   | Україна | Юрій Путраш                                  |
|   | ЗХ   | Україна | Антон Шендрік                                |
|   | ПЗ   | Україна | Павло Мягков ( «Мінськ»)                     |
|   | ПЗ   | Україна | Дмитро Леонов ( «Колос» (Ковалівка))         |
|   | ПЗ   | Грузія  | Вахтанг Чантурішвілі ( «Спартак» (Трнава))   |
|   | ПЗ   | Україна | Владислав Огіря ( «Іртиш»)                   |
|   | ПЗ   | Україна | Володимир Прийомов                           |
|   | ПЗ   | Україна | Богдан Боровський ( «Кремінь»)               |

| № | Поз. | Нац.    | Гравець                                      |
| - | ---- | ------- | -------------------------------------------- |
|   | ВР   | Україна | Андрій Новак ( «Ерміс»)                      |
|   | ЗХ   | Україна | Сергій Сімінін ( «Верес»)                    |
|   | ЗХ   | Україна | Андрій Цуріков (повернення оренди, «Динамо») |
|   | ЗХ   | Україна | Юрій Путраш                                  |
|   | ЗХ   | Україна | Антон Шендрік                                |
|   | ПЗ   | Україна | Павло Мягков ( «Мінськ»)                     |
|   | ПЗ   | Україна | Дмитро Леонов ( «Колос» (Ковалівка))         |
|   | ПЗ   | Грузія  | Вахтанг Чантурішвілі ( «Спартак» (Трнава))   |
|   | ПЗ   | Україна | Владислав Огіря ( «Іртиш»)                   |
|   | ПЗ   | Україна | Володимир Прийомов                           |
|   | ПЗ   | Україна | Богдан Боровський ( «Кремінь»)               |

### «Олімпік»
| № | Поз. | Нац.     | Гравець                                   |
| - | ---- | -------- | ----------------------------------------- |
|   | ВР   | Україна  | Артем Кичак ( «Волинь»)                   |
|   | ЗХ   | Україна  | Антон Кравченко ( «Сталь»)                |
|   | ЗХ   | Україна  | Артем Шабанов ( «Сталь»)                  |
|   | ЗХ   | Україна  | В'ячеслав Лухтанов ( «Верес»)             |
|   | ЗХ   | Україна  | Павло Лук'янчук (оренда, «Динамо»)        |
|   | ЗХ   | Україна  | Зураб Очігава (оренда, «Динамо»)          |
|   | ПЗ   | Бразилія | Гуттінер Теноріу ( «Віторія дас Табокас») |
|   | ПЗ   | Україна  | Іван Сондей ( «Нафтовик-Укрнафта»)        |
|   | ПЗ   | Україна  | Олександр Мігунов (оренда, «Шахтар»)      |
|   | НП   | Україна  | Ілля Михальов ( «Промінь-Енергія»)        |

| № | Поз. | Нац.     | Гравець                                   |
| - | ---- | -------- | ----------------------------------------- |
|   | ВР   | Україна  | Артем Кичак ( «Волинь»)                   |
|   | ЗХ   | Україна  | Антон Кравченко ( «Сталь»)                |
|   | ЗХ   | Україна  | Артем Шабанов ( «Сталь»)                  |
|   | ЗХ   | Україна  | В'ячеслав Лухтанов ( «Верес»)             |
|   | ЗХ   | Україна  | Павло Лук'янчук (оренда, «Динамо»)        |
|   | ЗХ   | Україна  | Зураб Очігава (оренда, «Динамо»)          |
|   | ПЗ   | Бразилія | Гуттінер Теноріу ( «Віторія дас Табокас») |
|   | ПЗ   | Україна  | Іван Сондей ( «Нафтовик-Укрнафта»)        |
|   | ПЗ   | Україна  | Олександр Мігунов (оренда, «Шахтар»)      |
|   | НП   | Україна  | Ілля Михальов ( «Промінь-Енергія»)        |

| № | Поз. | Нац.    | Гравець                                            |
| - | ---- | ------- | -------------------------------------------------- |
|   | ВР   | Україна | Богдан Степаненко ( «Нива» (Тернопіль))            |
|   | ВР   | Україна | Ярослав Котляров (оренда, «Геліос»)                |
|   | ЗХ   | Україна | Дмитро Гришко ( «СКА-Хабаровськ»)                  |
|   | ЗХ   | Україна | Ярослав Олійник ( «Том»)                           |
|   | ЗХ   | Україна | Вадим Счастливцев (оренда, «Геліос»)               |
|   | ЗХ   | Україна | Артем Козлов (оренда, «Геліос»)                    |
|   | ЗХ   | Україна | Темур Парцванія ( «Десна»)                         |
|   | ЗХ   | Україна | Дмитро Нємчанінов ( «Крила Рад»)                   |
|   | ПЗ   | Україна | Сергій Гринь (повернення оренди, «Шахтар»)         |
|   | ПЗ   | Україна | Віталій Гемега ( «Рух»)                            |
|   | ПЗ   | Україна | Ігор Жураховський ( «Єфле»)                        |
|   | ПЗ   | Україна | Віталій Гошкодеря ( «Окжетпес»)                    |
|   | ПЗ   | Україна | Владислав Шарай (оренда, «Авангард» (Краматорськ)) |
|   | НП   | Україна | Іван Матяж ( «Істра 1961»)                         |
|   | НП   | Україна | Михайло Сергійчук ( «Верес»)                       |

| № | Поз. | Нац.    | Гравець                                            |
| - | ---- | ------- | -------------------------------------------------- |
|   | ВР   | Україна | Богдан Степаненко ( «Нива» (Тернопіль))            |
|   | ВР   | Україна | Ярослав Котляров (оренда, «Геліос»)                |
|   | ЗХ   | Україна | Дмитро Гришко ( «СКА-Хабаровськ»)                  |
|   | ЗХ   | Україна | Ярослав Олійник ( «Том»)                           |
|   | ЗХ   | Україна | Вадим Счастливцев (оренда, «Геліос»)               |
|   | ЗХ   | Україна | Артем Козлов (оренда, «Геліос»)                    |
|   | ЗХ   | Україна | Темур Парцванія ( «Десна»)                         |
|   | ЗХ   | Україна | Дмитро Нємчанінов ( «Крила Рад»)                   |
|   | ПЗ   | Україна | Сергій Гринь (повернення оренди, «Шахтар»)         |
|   | ПЗ   | Україна | Віталій Гемега ( «Рух»)                            |
|   | ПЗ   | Україна | Ігор Жураховський ( «Єфле»)                        |
|   | ПЗ   | Україна | Віталій Гошкодеря ( «Окжетпес»)                    |
|   | ПЗ   | Україна | Владислав Шарай (оренда, «Авангард» (Краматорськ)) |
|   | НП   | Україна | Іван Матяж ( «Істра 1961»)                         |
|   | НП   | Україна | Михайло Сергійчук ( «Верес»)                       |

### «Сталь»
| № | Поз. | Нац.    | Гравець                                          |
| - | ---- | ------- | ------------------------------------------------ |
|   | ЗХ   | Україна | Олександр Тимчик (оренда, «Динамо»)              |
|   | ЗХ   | Україна | Богдан Михайліченко (оренда, «Динамо»)           |
|   | ПЗ   | Сербія  | Неманья Обрадович ( «Чукарички»)                 |
|   | ПЗ   | Україна | Олександр Козак (повернення оренди, «Маріуполь») |
|   | НП   | Україна | Олексій Щебетун (оренда, «Динамо»)               |

| № | Поз. | Нац.    | Гравець                                          |
| - | ---- | ------- | ------------------------------------------------ |
|   | ЗХ   | Україна | Олександр Тимчик (оренда, «Динамо»)              |
|   | ЗХ   | Україна | Богдан Михайліченко (оренда, «Динамо»)           |
|   | ПЗ   | Сербія  | Неманья Обрадович ( «Чукарички»)                 |
|   | ПЗ   | Україна | Олександр Козак (повернення оренди, «Маріуполь») |
|   | НП   | Україна | Олексій Щебетун (оренда, «Динамо»)               |

| № | Поз. | Нац.        | Гравець                                |
| - | ---- | ----------- | -------------------------------------- |
|   | ВР   | Україна     | Олександр Бандура ( «Верес»)           |
|   | ВР   | Україна     | Юрій Паньків ( «Олександрія»)          |
|   | ЗХ   | Україна     | Микола Іщенко ( «Верес»)               |
|   | ЗХ   | Азербайджан | Павло Пашаєв ( «Олександрія»)          |
|   | ЗХ   | Сербія      | Милош Стаменкович ( Irtysh Pavlodar)   |
|   | ЗХ   | Україна     | Антон Кравченко ( «Олімпік» (Донецьк)) |
|   | ЗХ   | Україна     | Артем Шабанов ( «Олімпік» (Донецьк))   |
|   | ЗХ   | Україна     | Сергій Воронін                         |
|   | ЗХ   | Бразилія    | Леандро да Сілва                       |
|   | ПЗ   | Кюрасао     | Бой Деул ( «Пафос»)                    |
|   | ПЗ   | Україна     | Олексій Довгий ( «Олександрія»)        |
|   | ПЗ   | Україна     | Максим Каленчук ( «Олександрія»)       |
|   | ПЗ   | Україна     | Роман Карасюк ( «Верес»)               |
|   | ПЗ   | Україна     | Олександр Козак ( «Оболонь-Бровар»)    |
|   | НП   | Україна     | Денис Васін ( «Чорноморець»)           |
|   | НП   | Гана        | Кваме Карікарі ( «Аль-Мархія»)         |
|   | НП   | Україна     | Роман Дебелко ( «Карпати»)             |

| № | Поз. | Нац.        | Гравець                                |
| - | ---- | ----------- | -------------------------------------- |
|   | ВР   | Україна     | Олександр Бандура ( «Верес»)           |
|   | ВР   | Україна     | Юрій Паньків ( «Олександрія»)          |
|   | ЗХ   | Україна     | Микола Іщенко ( «Верес»)               |
|   | ЗХ   | Азербайджан | Павло Пашаєв ( «Олександрія»)          |
|   | ЗХ   | Сербія      | Милош Стаменкович ( Irtysh Pavlodar)   |
|   | ЗХ   | Україна     | Антон Кравченко ( «Олімпік» (Донецьк)) |
|   | ЗХ   | Україна     | Артем Шабанов ( «Олімпік» (Донецьк))   |
|   | ЗХ   | Україна     | Сергій Воронін                         |
|   | ЗХ   | Бразилія    | Леандро да Сілва                       |
|   | ПЗ   | Кюрасао     | Бой Деул ( «Пафос»)                    |
|   | ПЗ   | Україна     | Олексій Довгий ( «Олександрія»)        |
|   | ПЗ   | Україна     | Максим Каленчук ( «Олександрія»)       |
|   | ПЗ   | Україна     | Роман Карасюк ( «Верес»)               |
|   | ПЗ   | Україна     | Олександр Козак ( «Оболонь-Бровар»)    |
|   | НП   | Україна     | Денис Васін ( «Чорноморець»)           |
|   | НП   | Гана        | Кваме Карікарі ( «Аль-Мархія»)         |
|   | НП   | Україна     | Роман Дебелко ( «Карпати»)             |

### «Чорноморець»
| № | Поз. | Нац.     | Гравець                                             |
| - | ---- | -------- | --------------------------------------------------- |
|   | ВР   | Білорусь | Олександр Гутор ( «Тосно»)                          |
|   | ЗХ   | Франція  | Мамаду Ваг ( «Сиріанска»)                           |
|   | ЗХ   | Україна  | Сергій Петько (повернення оренди, «Верес»)          |
|   | ЗХ   | Україна  | Денис Балан ( «Черкаський Дніпро»)                  |
|   | ЗХ   | Україна  | Євгеній Зубейко ( «Карпати»)                        |
|   | ЗХ   | Україна  | Артур Новотрясов ( «Маріуполь»)                     |
|   | ЗХ   | Білорусь | Артем Рахманов ( «Мілсамі»)                         |
|   | ЗХ   | Сербія   | Івиця Жунич ( Оренбург)                             |
|   | ЗХ   | Україна  | Денис Норенков (повернення оренди, «Геліос»)        |
|   | ПЗ   | Гвінея   | Фуссені Бамба (вільний агент)                       |
|   | ПЗ   | Франція  | Алассан Н'Діає ( «Бельфор»)                         |
|   | ПЗ   | Україна  | Ренат Мочуляк ( «Платаніас»)                        |
|   | ПЗ   | Україна  | Іван Бобко (вільний агент)                          |
|   | ПЗ   | Україна  | Сергій Політило (вільний агент)                     |
|   | ПЗ   | Україна  | Віктор Серденюк ( «Реал Фарма»)                     |
|   | НП   | Україна  | Вадим Яворський (повернення оренди, «Гірник-спорт») |
|   | НП   | Україна  | Віталій Каверін (вільний агент)                     |
|   | НП   | Україна  | Олексій Антонов (вільний агент)                     |
|   | НП   | Україна  | Денис Васін ( «Сталь»)                              |

| № | Поз. | Нац.     | Гравець                                             |
| - | ---- | -------- | --------------------------------------------------- |
|   | ВР   | Білорусь | Олександр Гутор ( «Тосно»)                          |
|   | ЗХ   | Франція  | Мамаду Ваг ( «Сиріанска»)                           |
|   | ЗХ   | Україна  | Сергій Петько (повернення оренди, «Верес»)          |
|   | ЗХ   | Україна  | Денис Балан ( «Черкаський Дніпро»)                  |
|   | ЗХ   | Україна  | Євгеній Зубейко ( «Карпати»)                        |
|   | ЗХ   | Україна  | Артур Новотрясов ( «Маріуполь»)                     |
|   | ЗХ   | Білорусь | Артем Рахманов ( «Мілсамі»)                         |
|   | ЗХ   | Сербія   | Івиця Жунич ( Оренбург)                             |
|   | ЗХ   | Україна  | Денис Норенков (повернення оренди, «Геліос»)        |
|   | ПЗ   | Гвінея   | Фуссені Бамба (вільний агент)                       |
|   | ПЗ   | Франція  | Алассан Н'Діає ( «Бельфор»)                         |
|   | ПЗ   | Україна  | Ренат Мочуляк ( «Платаніас»)                        |
|   | ПЗ   | Україна  | Іван Бобко (вільний агент)                          |
|   | ПЗ   | Україна  | Сергій Політило (вільний агент)                     |
|   | ПЗ   | Україна  | Віктор Серденюк ( «Реал Фарма»)                     |
|   | НП   | Україна  | Вадим Яворський (повернення оренди, «Гірник-спорт») |
|   | НП   | Україна  | Віталій Каверін (вільний агент)                     |
|   | НП   | Україна  | Олексій Антонов (вільний агент)                     |
|   | НП   | Україна  | Денис Васін ( «Сталь»)                              |

| № | Поз. | Нац.     | Гравець                                              |
| - | ---- | -------- | ---------------------------------------------------- |
|   | ВР   | Україна  | Данило Каневцев ( «Металіст 1925»)                   |
|   | ВР   | Україна  | Богдан Лободров (оренда, «Балкани»)                  |
|   | ЗХ   | Україна  | Олександр Азацький ( «Банік»)                        |
|   | ЗХ   | Грузія   | Гіоргі Гадрані                                       |
|   | ЗХ   | Україна  | Олександр Калітов ( «Реал Фарма»)                    |
|   | ЗХ   | Грузія   | Давид Хочолава ( «Шахтар»)                           |
|   | ЗХ   | Україна  | Різван Аблітаров ( «Атирау»)                         |
|   | ЗХ   | Україна  | Денис Балан ( «Інгулець»)                            |
|   | ЗХ   | Україна  | Артур Новотрясов ( «Інгулець»)                       |
|   | ЗХ   | Білорусь | Артем Рахманов                                       |
|   | ЗХ   | Україна  | Денис Норенков ( «Жемчужина»)                        |
|   | ЗХ   | Україна  | Сергій Петько ( «Жемчужина»)                         |
|   | ПЗ   | Україна  | Олександр Андрієвський (повернення оренди, «Динамо») |
|   | ПЗ   | Україна  | Олег Данченко (повернення оренди, «Шахтар»)          |
|   | ПЗ   | Україна  | Владислав Кабаєв ( «Зоря»)                           |
|   | ПЗ   | Україна  | Артур Карноза                                        |
|   | ПЗ   | Україна  | Іван Бобко                                           |
|   | НП   | Бразилія | Жорже Еліас (повернення оренди, «Капфенберг»)        |
|   | НП   | Україна  | Дмитро Коркішко ( «Гіресунспор»)                     |
|   | НП   | Україна  | Михайло Плохотнюк (оренда, «Динамо» (U-19))          |
|   | НП   | Україна  | Вадим Яворський (оренда, «Миколаїв»)                 |
|   | НП   | Україна  | Євген Мурашов ( «Жемчужина»)                         |

| № | Поз. | Нац.     | Гравець                                              |
| - | ---- | -------- | ---------------------------------------------------- |
|   | ВР   | Україна  | Данило Каневцев ( «Металіст 1925»)                   |
|   | ВР   | Україна  | Богдан Лободров (оренда, «Балкани»)                  |
|   | ЗХ   | Україна  | Олександр Азацький ( «Банік»)                        |
|   | ЗХ   | Грузія   | Гіоргі Гадрані                                       |
|   | ЗХ   | Україна  | Олександр Калітов ( «Реал Фарма»)                    |
|   | ЗХ   | Грузія   | Давид Хочолава ( «Шахтар»)                           |
|   | ЗХ   | Україна  | Різван Аблітаров ( «Атирау»)                         |
|   | ЗХ   | Україна  | Денис Балан ( «Інгулець»)                            |
|   | ЗХ   | Україна  | Артур Новотрясов ( «Інгулець»)                       |
|   | ЗХ   | Білорусь | Артем Рахманов                                       |
|   | ЗХ   | Україна  | Денис Норенков ( «Жемчужина»)                        |
|   | ЗХ   | Україна  | Сергій Петько ( «Жемчужина»)                         |
|   | ПЗ   | Україна  | Олександр Андрієвський (повернення оренди, «Динамо») |
|   | ПЗ   | Україна  | Олег Данченко (повернення оренди, «Шахтар»)          |
|   | ПЗ   | Україна  | Владислав Кабаєв ( «Зоря»)                           |
|   | ПЗ   | Україна  | Артур Карноза                                        |
|   | ПЗ   | Україна  | Іван Бобко                                           |
|   | НП   | Бразилія | Жорже Еліас (повернення оренди, «Капфенберг»)        |
|   | НП   | Україна  | Дмитро Коркішко ( «Гіресунспор»)                     |
|   | НП   | Україна  | Михайло Плохотнюк (оренда, «Динамо» (U-19))          |
|   | НП   | Україна  | Вадим Яворський (оренда, «Миколаїв»)                 |
|   | НП   | Україна  | Євген Мурашов ( «Жемчужина»)                         |

### «Шахтар»
| № | Поз. | Нац.    | Гравець                                               |
| - | ---- | ------- | ----------------------------------------------------- |
|   | ЗХ   | Грузія  | Давид Хочолава ( «Чорноморець»)                       |
|   | ЗХ   | Україна | Ігор Дуць (повернення оренди, «Маріуполь»)            |
|   | ЗХ   | Україна | Микола Матвієнко (повернення оренди, «Карпати»)       |
|   | ЗХ   | Україна | Максим Жичиков (повернення оренди, «Маріуполь»)       |
|   | ЗХ   | Україна | Едуард Соболь (повернення оренди, «Зоря»)             |
|   | ЗХ   | Україна | Сергій Чоботенко ( «Динамо» U-21)                     |
|   | ПЗ   | Україна | Іван Петряк (повернення оренди, «Зоря»)               |
|   | ПЗ   | Україна | Олександр Караваєв (повернення оренди, «Фенербахче»)  |
|   | ПЗ   | Україна | Андрій Тотовицький (повернення оренди, «Кортрейк»)    |
|   | ПЗ   | Україна | Сергій Болбат (повернення оренди, «Локерен»)          |
|   | ПЗ   | Україна | Олег Данченко (повернення оренди, «Чорноморець»)      |
|   | ПЗ   | Україна | Сергій Гринь (повернення оренди, «Олімпік» (Донецьк)) |
|   | ПЗ   | Україна | Олександр Мігунов (повернення оренди, «Маріуполь»)    |
|   | ПЗ   | Україна | Віталій Кольцов (повернення оренди, «Маріуполь»)      |
|   | НП   | Україна | Пилип Будківський (повернення оренди, «Анжі»)         |
|   | НП   | Україна | Владислав Кулач (повернення оренди, «Зоря»)           |
|   | НП   | Україна | Денис Безбородько (повернення оренди, «Зоря»)         |
|   | НП   | Україна | Артем Дудік ( «Волинь»)                               |
|   | НП   | Україна | Владислав Бугай (повернення оренди, «Буковина»)       |

| № | Поз. | Нац.    | Гравець                                               |
| - | ---- | ------- | ----------------------------------------------------- |
|   | ЗХ   | Грузія  | Давид Хочолава ( «Чорноморець»)                       |
|   | ЗХ   | Україна | Ігор Дуць (повернення оренди, «Маріуполь»)            |
|   | ЗХ   | Україна | Микола Матвієнко (повернення оренди, «Карпати»)       |
|   | ЗХ   | Україна | Максим Жичиков (повернення оренди, «Маріуполь»)       |
|   | ЗХ   | Україна | Едуард Соболь (повернення оренди, «Зоря»)             |
|   | ЗХ   | Україна | Сергій Чоботенко ( «Динамо» U-21)                     |
|   | ПЗ   | Україна | Іван Петряк (повернення оренди, «Зоря»)               |
|   | ПЗ   | Україна | Олександр Караваєв (повернення оренди, «Фенербахче»)  |
|   | ПЗ   | Україна | Андрій Тотовицький (повернення оренди, «Кортрейк»)    |
|   | ПЗ   | Україна | Сергій Болбат (повернення оренди, «Локерен»)          |
|   | ПЗ   | Україна | Олег Данченко (повернення оренди, «Чорноморець»)      |
|   | ПЗ   | Україна | Сергій Гринь (повернення оренди, «Олімпік» (Донецьк)) |
|   | ПЗ   | Україна | Олександр Мігунов (повернення оренди, «Маріуполь»)    |
|   | ПЗ   | Україна | Віталій Кольцов (повернення оренди, «Маріуполь»)      |
|   | НП   | Україна | Пилип Будківський (повернення оренди, «Анжі»)         |
|   | НП   | Україна | Владислав Кулач (повернення оренди, «Зоря»)           |
|   | НП   | Україна | Денис Безбородько (повернення оренди, «Зоря»)         |
|   | НП   | Україна | Артем Дудік ( «Волинь»)                               |
|   | НП   | Україна | Владислав Бугай (повернення оренди, «Буковина»)       |

| № | Поз. | Нац.    | Гравець                                         |
| - | ---- | ------- | ----------------------------------------------- |
|   | ВР   | Україна | Антон Каніболоцький ( «Карабах»)                |
|   | ЗХ   | Україна | Тарас Качараба (оренда, «Зірка»)                |
|   | ЗХ   | Україна | Василь Кобін ( «Верес»)                         |
|   | ЗХ   | Україна | Олександр Кучер ( «Кайсеріспор»)                |
|   | ЗХ   | Україна | Ігор Дуць (оренда, «Рух»)                       |
|   | ЗХ   | Україна | Ігор Кирюханцев ( «Маріуполь»)                  |
|   | ЗХ   | Україна | Микола Матвієнко (оренда, «Ворскла»)            |
|   | ЗХ   | Україна | Максим Жичиков ((оренда,?) «Йонава»)            |
|   | ЗХ   | Україна | Едуард Соболь (оренда, «Славія»)                |
|   | ПЗ   | Україна | Олег Данченко (оренда, «Анжі»)                  |
|   | ПЗ   | Україна | Руслан Маліновський ( «Генк»)                   |
|   | ПЗ   | Україна | В'ячеслав Чурко (оренда, «Маріуполь»)           |
|   | ПЗ   | Україна | Віталій Кольцов ( «Маріуполь»)                  |
|   | ПЗ   | Україна | Сергій Болбат (оренда, «Маріуполь»)             |
|   | ПЗ   | Україна | Сергій Гринь (оренда, «Верес»)                  |
|   | ПЗ   | Україна | Олександр Мігунов (оренда, «Олімпік» (Донецьк)) |
|   | ПЗ   | Україна | Андрій Коробенко (оренда, «Маріуполь»)          |
|   | ПЗ   | Україна | В'ячеслав Танковський (оренда, «Маріуполь»)     |
|   | ПЗ   | Україна | Андрій Тотовицький (оренда, «Маріуполь»)        |
|   | ПЗ   | Україна | Олександр Караваєв ( «Зоря»)                    |
|   | НП   | Україна | Андрій Борячук (оренда, «Маріуполь»)            |
|   | НП   | Україна | Пилип Будківський (оренда, Kortrijk)            |
|   | НП   | Україна | Владислав Бугай (оренда, «Маріуполь»)           |
|   | НП   | Україна | Владислав Кулач (оренда, «Ворскла»)             |
|   | НП   | Україна | Денис Безбородько ((оренда,?) «Десна»)          |

| № | Поз. | Нац.    | Гравець                                         |
| - | ---- | ------- | ----------------------------------------------- |
|   | ВР   | Україна | Антон Каніболоцький ( «Карабах»)                |
|   | ЗХ   | Україна | Тарас Качараба (оренда, «Зірка»)                |
|   | ЗХ   | Україна | Василь Кобін ( «Верес»)                         |
|   | ЗХ   | Україна | Олександр Кучер ( «Кайсеріспор»)                |
|   | ЗХ   | Україна | Ігор Дуць (оренда, «Рух»)                       |
|   | ЗХ   | Україна | Ігор Кирюханцев ( «Маріуполь»)                  |
|   | ЗХ   | Україна | Микола Матвієнко (оренда, «Ворскла»)            |
|   | ЗХ   | Україна | Максим Жичиков ((оренда,?) «Йонава»)            |
|   | ЗХ   | Україна | Едуард Соболь (оренда, «Славія»)                |
|   | ПЗ   | Україна | Олег Данченко (оренда, «Анжі»)                  |
|   | ПЗ   | Україна | Руслан Маліновський ( «Генк»)                   |
|   | ПЗ   | Україна | В'ячеслав Чурко (оренда, «Маріуполь»)           |
|   | ПЗ   | Україна | Віталій Кольцов ( «Маріуполь»)                  |
|   | ПЗ   | Україна | Сергій Болбат (оренда, «Маріуполь»)             |
|   | ПЗ   | Україна | Сергій Гринь (оренда, «Верес»)                  |
|   | ПЗ   | Україна | Олександр Мігунов (оренда, «Олімпік» (Донецьк)) |
|   | ПЗ   | Україна | Андрій Коробенко (оренда, «Маріуполь»)          |
|   | ПЗ   | Україна | В'ячеслав Танковський (оренда, «Маріуполь»)     |
|   | ПЗ   | Україна | Андрій Тотовицький (оренда, «Маріуполь»)        |
|   | ПЗ   | Україна | Олександр Караваєв ( «Зоря»)                    |
|   | НП   | Україна | Андрій Борячук (оренда, «Маріуполь»)            |
|   | НП   | Україна | Пилип Будківський (оренда, Kortrijk)            |
|   | НП   | Україна | Владислав Бугай (оренда, «Маріуполь»)           |
|   | НП   | Україна | Владислав Кулач (оренда, «Ворскла»)             |
|   | НП   | Україна | Денис Безбородько ((оренда,?) «Десна»)          |